# 브리아 비나이테
브리아 비나이테(Bria Vinaite, 1993년 6월 10일 ~ )는 미국의 배우이다. 2017년 영화 《플로리다 프로젝트》로 배우 데뷔함과 동시에 이름을 알렸다.

## 출연 작품
- 밸런스, 낫 시머트리 (2019)
- 더 비치 범 (2019)
- 플로리다 프로젝트 (2017)